# Cabine téléphonique de Prairie Grove
La cabine téléphonique de Prairie Grove (en anglais Prairie Grove Airlight Outdoor Telephone Booth) est une cabine téléphonique d'extérieur installée au coin sud-est de l'intersection de rues East Douglas et Parker à Prairie Grove, Arkansas, aux États-Unis. La cabine a été ajoutée au registre national des lieux historiques des États-Unis le 9 novembre 2015,, devenant la première cabine téléphonique à y figurer.

## Description et histoire
La cabine téléphonique se trouve dans l'est de Prairie Grove, en face de l'entrée du Prairie Grove Battlefield State Park sur la route 62, en face du motel Colonial. 
C'est une structure construite en aluminium au fini satiné, avec des murs en verre et une porte pliante se repliant vers l'intérieur. Le tout est surmonté par un toit carré, où est marqué « TELEPHONE » sur chaque face.  La cabine est posée sur un petit socle en ciment avec la porte faisant face à la route, et mesure environ 86,125 pouces (218,7575 cm) de haut pour 33,5 pouces (85,09 cm) de largeur et de profondeur à sa base. Elle est légèrement plus grande en haut, avec son toit en aluminium légèrement saillant. À l'intérieur on trouve une petite étagère en aluminium, au dessus de laquelle le téléphone original est monté.  Un réceptacle pivotant pour le bottin est monté sur l'étagère, et un emplacement pour un éclairage par tube fluorescent est monté sur le plafond.
Le modèle Airlight Outdoor Telephone Booth est mis en service par American Telephone & Telegraph (AT&T) en 1954, comme une solution pour implanter des téléphones publics en extérieur.  Auparavant, les téléphones, y compris les téléphones publics payants, étaient généralement uniquement disponibles en intérieur.  Cette cabine téléphonique a été installée vers 1960 par la compagnie locale Prairie Grove Telephone Company, pour rendre service aux visiteurs du parc proche et aux clients du motel. Il s'agit de la seule cabine d'origine survivante sur les quatre exemplaires originaux.
En 2014, la cabine téléphonique est abîmée par un SUV, elle a été réparée par la compagnie qui a changé les vitres et les pièces métalliques tordues.  Ralph Wilcox, directeur des programmes de préservation des monuments historiques Arkansas, estime qu'il s'agit d'une des deux cabines de ce type encore en activité dans l'état.
Photos en décembre 2015

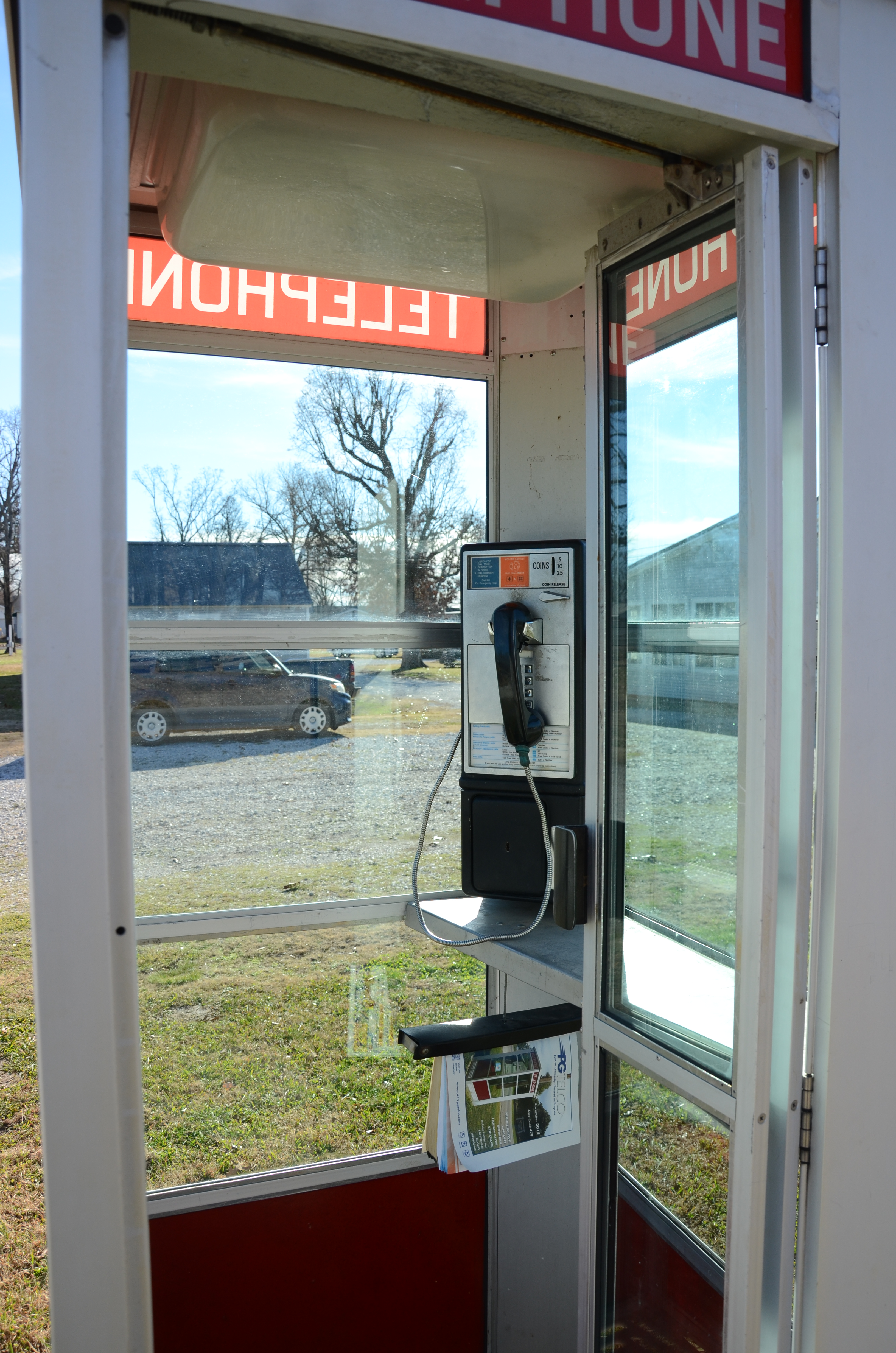
À l'intérieur de la cabine téléphonique
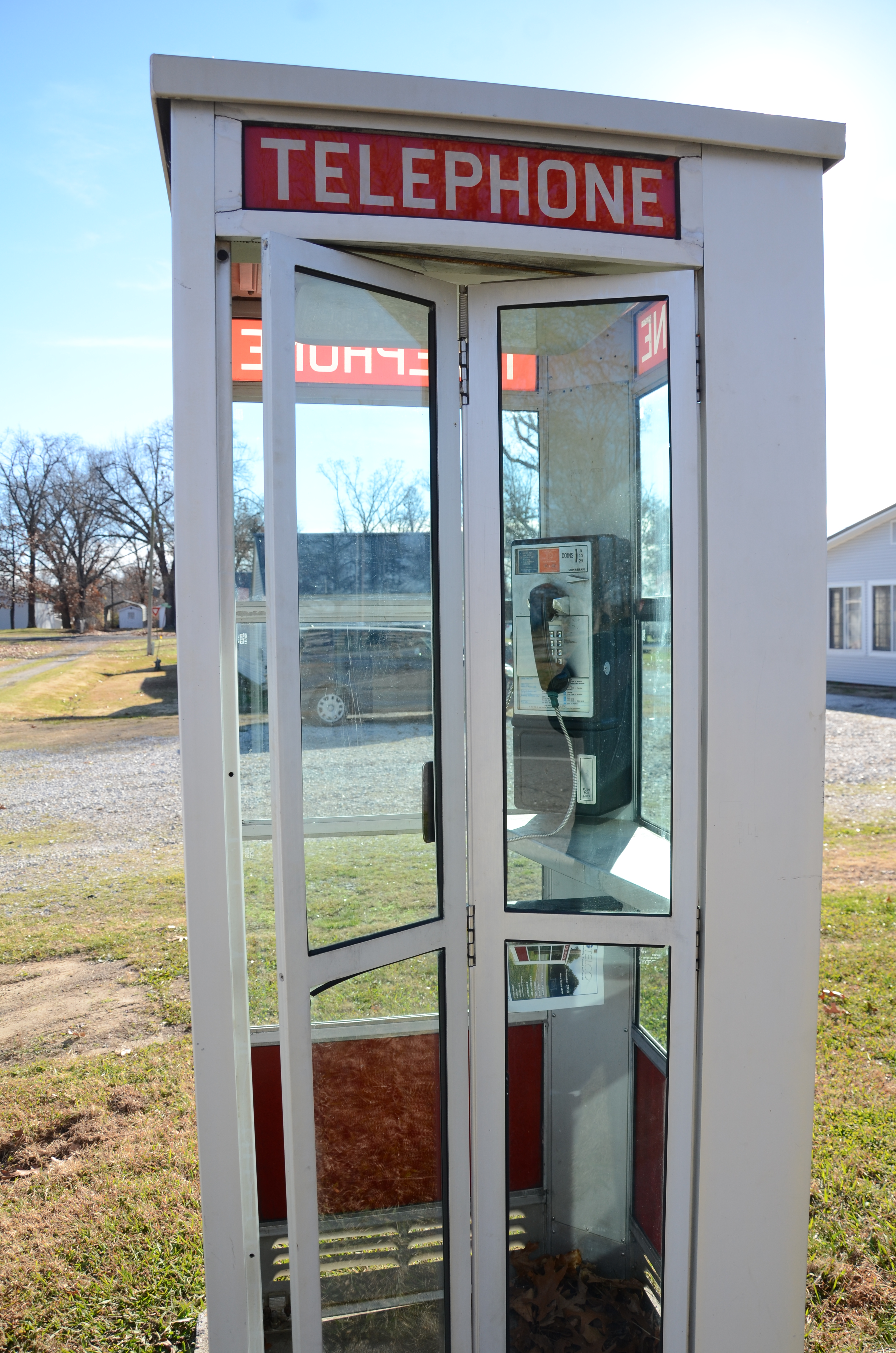
La porte pliante
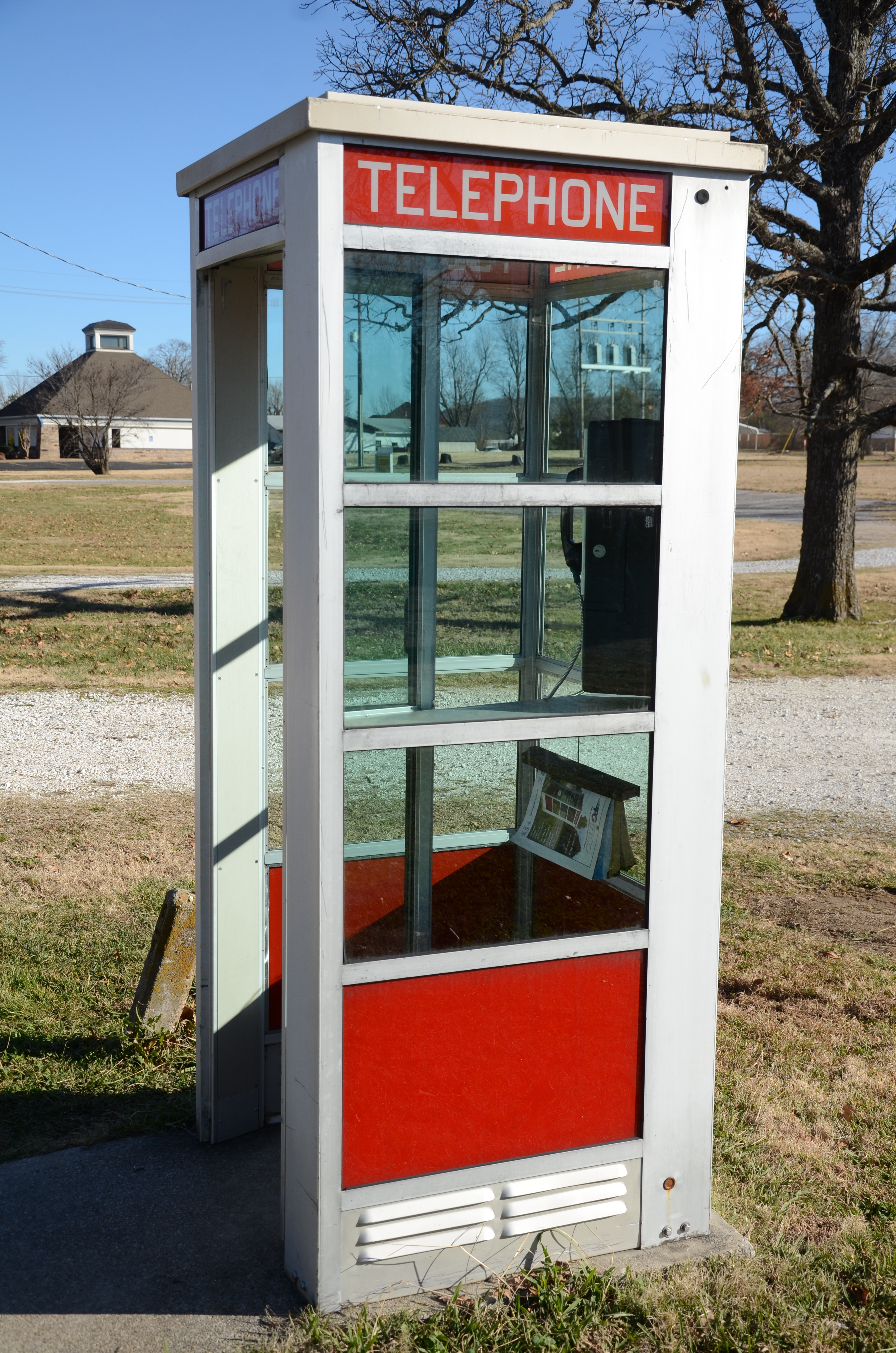
Les panneaux rouges